# Churro

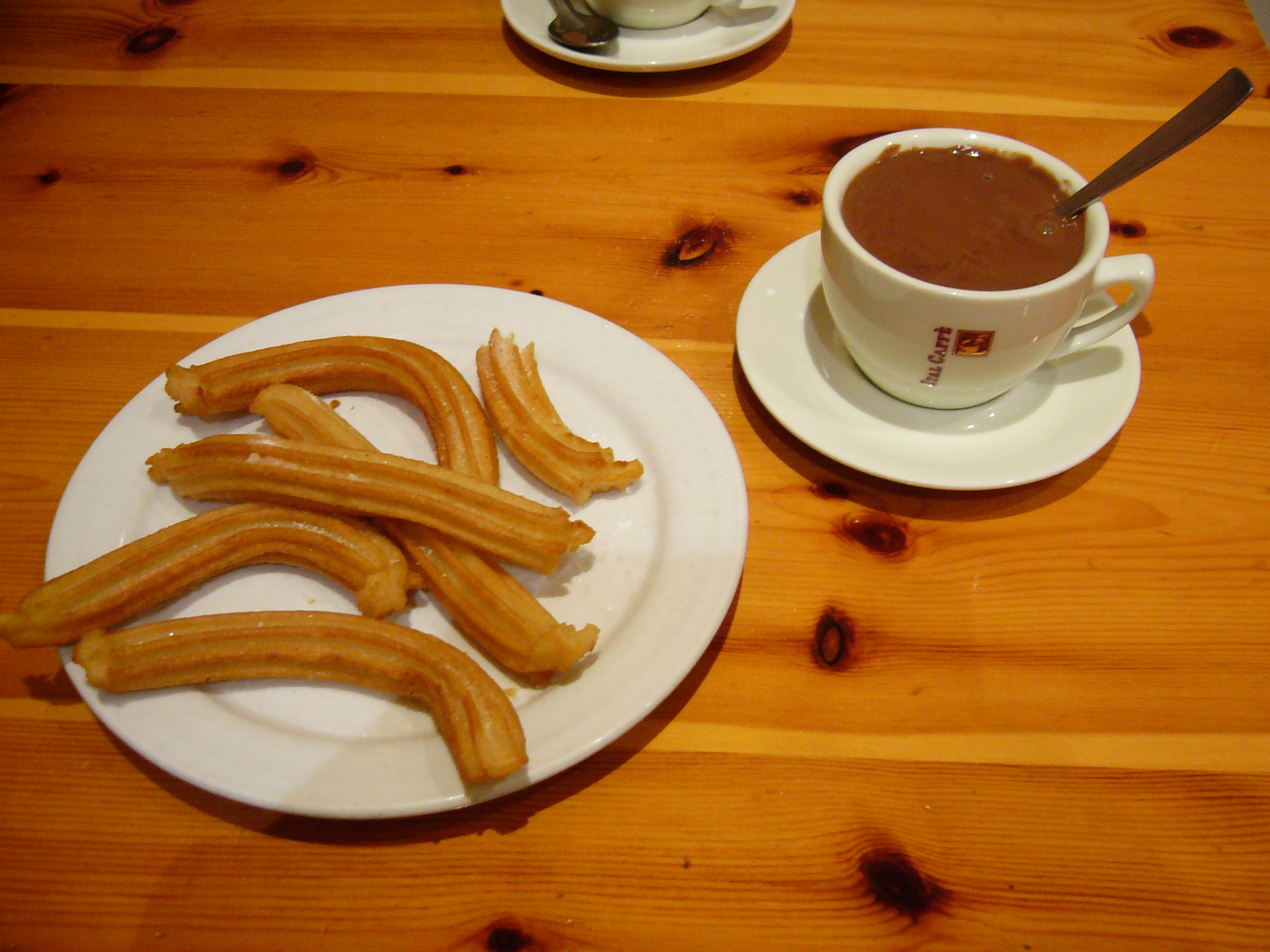
A chocolate con churros, amit Madridban gyakran fogyasztanak reggeliként

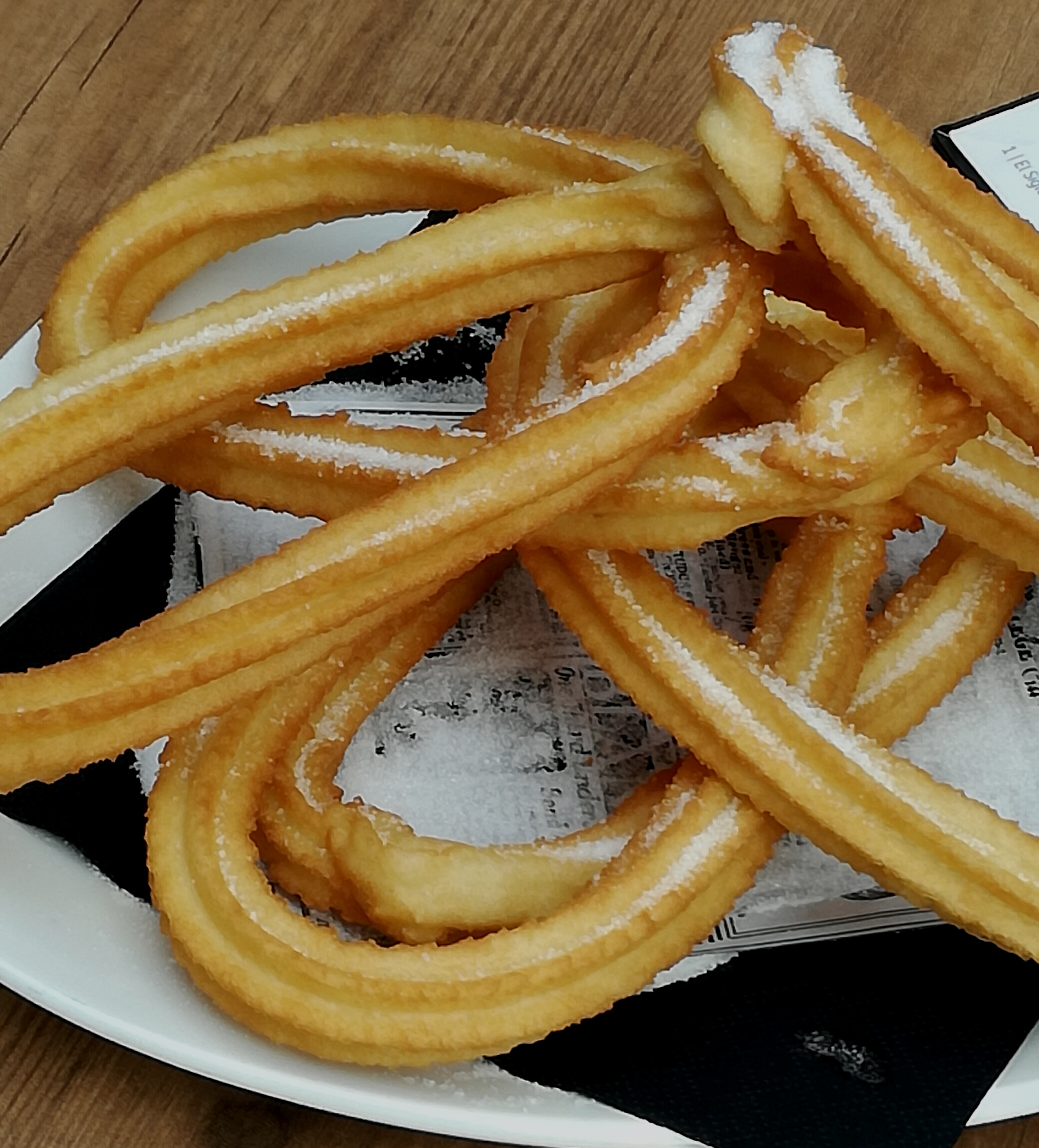
Hurok alakúra hajtogatott churros

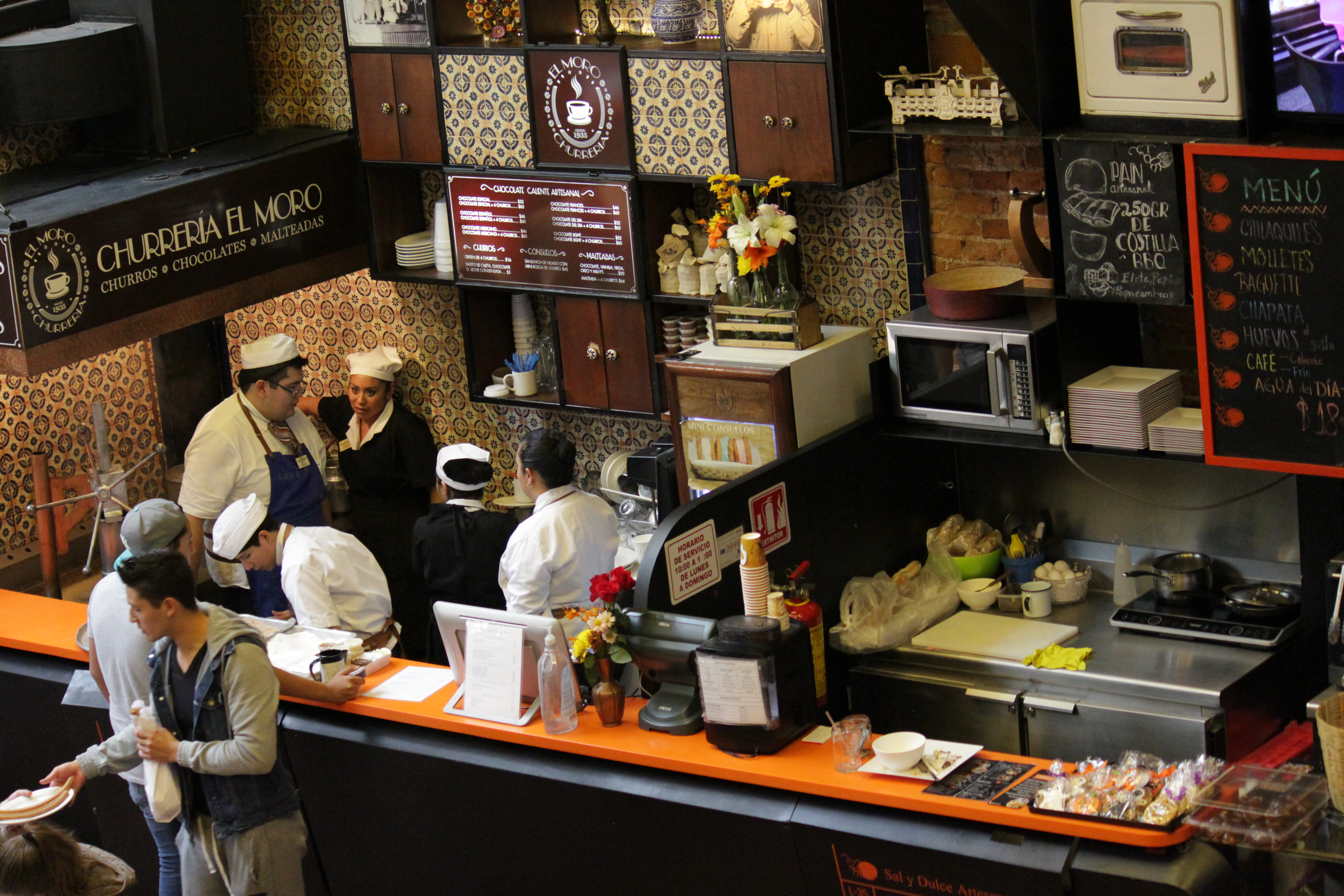
Churerría

A churro (kiejtése [ˈʧurːo]) vagy churros, amit Magyarországon spanyol fánkként is ismerünk, spanyol édesség: sült tésztarudacskák cukorba mártogatva. A churros egy liszt alapú, forró olajban kisütött tészta, amit gyakran a ,,frutas de sartén” (serpenyőben, forró olajban sütött) nevű ételek közé sorolnak. A churros Spanyolországon kívül még a világ számos részén, köztük Portugáliában, Franciaországban, Latin-Amerika országaiban, a Fülöp-szigeteken, Belgiumban és az Amerikai Egyesült Államok egyes régióiban elterjedt finomság. Az édességet churros készítő üzemekben (churrería vagy fábricas de churros) készítik és árusítják.
Az alap hozzávalók a következők: víz, liszt (általában búzaliszt, de más típusok is használhatók), olaj és só.
Formáját tekintve többféle lehet; egyenes, hajlított vagy akár spirál alakú is. A mai modern változatok között találunk kristálycukorba forgatott, cukorral, csokoládéval, dulce de lechével (karamelizált tejkrém) vagy cukrászkrémmel töltött churrost is. Fogyasztható reggelire vagy uzsonnára egy pohár forró csokoládé vagy tejeskávé mellé, de egyes dél-amerikai országokban a matétea mellé is fogyasztják.
Argentínában dulce de lechével, csokoládéval, vagy vaníliával töltik meg. Madridban forró csokoládéba mártogatva fogyasztják. Mexikóban desszertnek tekintik, zsírosabban készítik, és fahéjjal szórják be. Az Egyesült Államokban általában cirkuszokban, vidámparkokban, és fesztiválokon árulják, többnyire mexikói stílusban elkészítve. Andalúzia egyes részeiben kör alakban is előfordul, amit ha elvitelre kérnek, fel tudnak szúrni egy pálcikára. Franciaországban chichi vagy chuchu néven találkozhatunk vele.

## Története
A churros eredete még ma is ismeretlen, azonban sokan úgy tartják, hogy a receptet – és sok más kulináris technikát – a portugálok hozták magukkal Kínából Európába. Azonban valójában nem a ma ismert churros receptjét szerezték meg, hanem egy ehhez hasonló kínai, olajban sült tésztáét, a youtiaoét, amit Kína déli részén youzhagiként ismernek. Manapság ezt a kínai ételt sokan kínai churrosként vagy kínai fánkként emlegetik. A portugálok a megszerzett receptet azonban Európában máshogy készítették el: míg Kínában a youtiaot a levegőbe dobálva csavarták össze, addig a churros készítése során, hogy elérje a végleges alakját, egy házilag készített habzsákon nyomták át a masszát, aminek csillag alakú volt a vége.
Egy másik felvetés szerint a churrost a spanyol pásztoroknak köszönhetjük, akik a friss kenyeret próbálták helyettesíteni vele. Elkészítése nagyon egyszerű, hiszen nyílt lángon is meg lehet sütni, és mivel a pásztorok az idejük nagy részét a hegyekben töltötték, a churros elkészítése remek alternatíva volt a számukra.  

## Jellemzői és elkészítése
A churros alapját egy lisztből, vízből és sóból álló massza alkotja. Amint a tészta elkészült egy habzsákhoz hasonló, henger alakú fémeszközbe rakják, majd a tetejét folyamatosan lefelé nyomva a tészta az eszköz csillagcsőalakú végén kijön. (Természetesen ezt a módszert csupán a churros készítő üzemekben használják, a háztartásokban egyszerű habzsák segítségét veszik igénybe.) Ezután a már megformázott és méretre vágott tésztát forró olajban kisütik, majd gyakran megtöltik vagy cukorban forgatják. Harminc darab churros kisütése körülbelül 2-3 percet vesz igénybe. Bár néhány helyen még mindig felakasztják az elkészült édességet, manapság már inkább papírtálcára teszik.
A churros csillagalakjának köszönhető egyenetlen felülete a sütés közben fontos szerepet játszik; a forró olaj úgynevezett védőréteget képez a tészta felületén, ami megakadályozza, hogy a sütés közben dagadó churros kirepedjen. 
A sütéshez a legideálisabb az olívaolaj, azonban manapság, költséghatékonyság céljából, napraforgóolajjal szokták keverni, míg a churreríák egyre gyakrabban használják a tiszta napraforgó olajat alacsony ára miatt. A szójaolaj kevésbé kedvelt, hiszen sütés közben nagy füst keletkezik. 

## Fogyasztása
A churrost általában frissen reggelire vagy uzsonnára fogyasztják, egy csésze meleg ital, például forró csokoládé (ezt a párosítást gyakran röviden csak chocolate con churrosnak nevezik) vagy tejeskávé mellé. Főleg a téli hónapokban fogyasztják, nyáron a kereslet kisebb. Bár elsősorban a churerríákban árusítják, már általában kávézókban is megtalálható ez az édesség. Továbbá már a szupermarketekben is kapható a churros, többnyire fagyasztott formában, amit ki kell sütni, vagy elősütött verzióban, amit már csak sütőben fel kell melegíteni.

## Elnevezései és változatai
A hurok alakúra hajtogatott, redőzött felületű, ropogósra sütött churrost Spanyolország számos részén churro madrileño, vagyis madridi churro néven emlegetik, míg Madridban az omlósabb, szivacsosabb állagú tésztájú változata a ,,porra” elnevezést kapta. Ennek a változatnak a pontos eredete ismeretlen, de valószínűleg az Ibériai-félszigetről származik. A boltokban is kapható fagyasztott változatnak köszönhetően a churros fogyasztása már az ország összes tartományában mindennaposnak számít. 
Néhány déli tartományban, különösen Granadában a churrost gyakran tejeringonak hívják. A Spanyol Királyi Akadémia (Real Academia Española) szerint ez az elnevezés a churros készítéséhez használt injekciós tűre emlékeztető szerkezetre utal. 
Sevillában mindkét fajtát már régóta általában a calentitos (ami azt jelenti, hogy meleg) névvel illetik: a többnyire spirál alakban sütött szivacsosabb változat a calentitos largos (hosszúkás) vagy calentitos de rueda (köralakú) elnevezést kapta és más régiókban a porra nevet viseli, míg a csillag alakú, amit az ország nagy része churrosként ismer, a déli tartományban a calientitos de papas (papas=burgonya) elnevezést viseli, ami a tészta lágyabb, burgonyapürére hasonlító állagára utal.
A vásári árusok megjelenésével a churros egy új, csokoládéval leöntött vagy töltött fajtája jelent meg. Ezek az árusok általában nagyobb méretű churrost árultak, és hurok alakúra hajtották, hogy a már megsült tésztát felakaszthassák.
Természetesen ma már nem csak búzaliszttel lehet az édességet elkészíteni; alapját adhatja tápióka és/vagy kukoricakeményítő és főtt édesburgonya vagy tápióka püré. Az így elkészült churros nem tartalmaz glutént, így a lisztérzékenyek, a gluténérzékenyek és a búzára allergiások is bátran fogyaszthatják. 

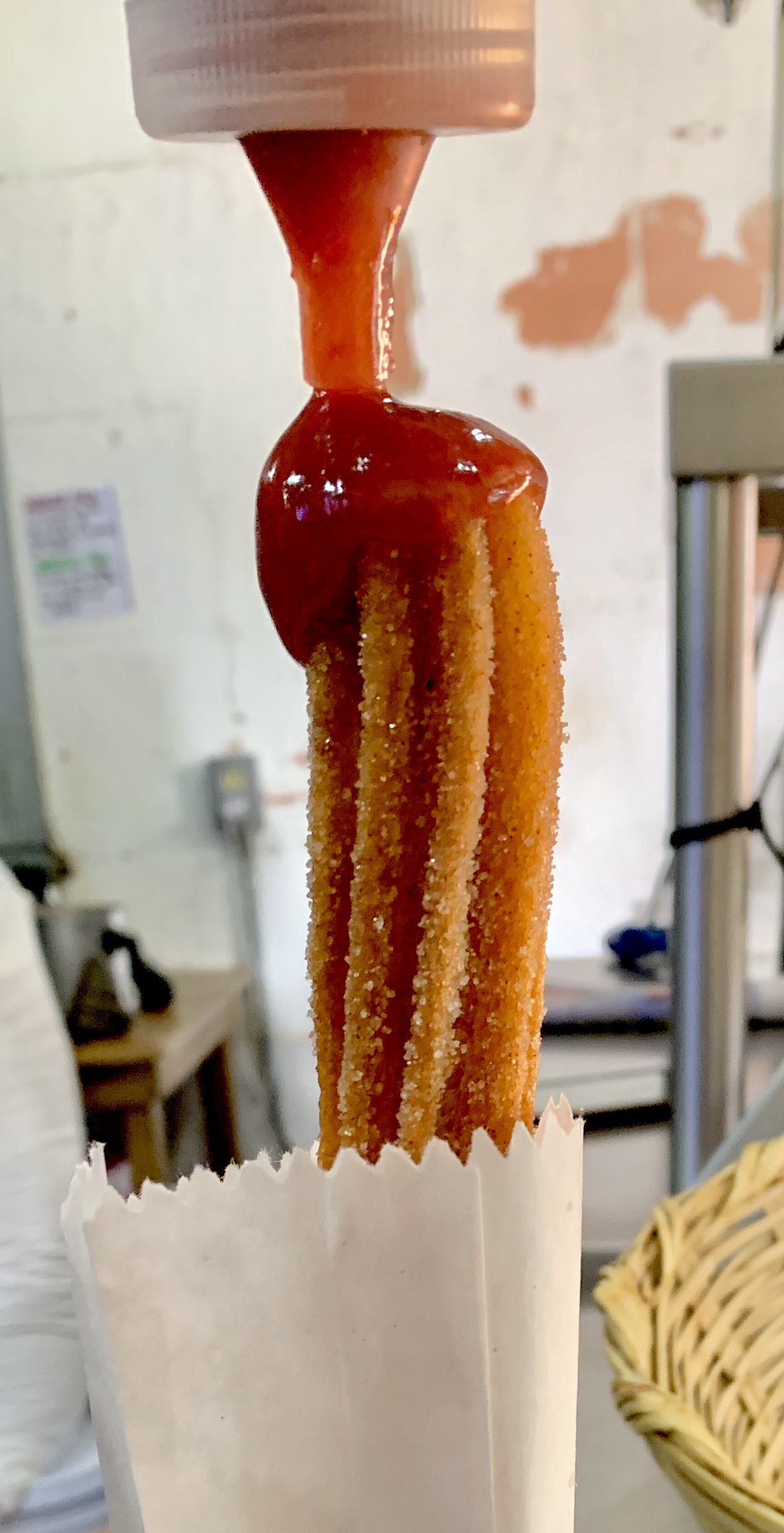
Dulce de lechével töltött churros

## Churros a világ országaiban
Spanyolországban készítenek még a churrosnál vastagabb, de szintén olajban, spirál alakban sütött desszertet is, ami a ruedas (,,kerék”), illetve a porras (,,bot”) nevet kapta. Madridban általában a hurok alakúra hajtott churrost árulják, amit könnyű hazavinni. A szokás úgy tartja, hogy fogyasztás előtt a churrost forró csokoládéba kell mártani (chocolate con churros), viszont az sem ritka, ha ánizsos krémbe mártogatják. A spanyol fővárosban gyakran hívják ezt a finomságot churros verbenosnak; a verbena spanyol ajkú országokban nyárestén tartott bucsu, amin gyakran fogyasztanak churrost. Bár nagyon sokan fogyasztják reggeliként vagy uzsonnaként, mégis a legtöbben az év első napján esznek churrost. 
A churros elnevezés az ország legtöbb részén kiszorította a desszert többi megnevezését, viszont egyes régiókban még mindig használatosak más elnevezések is: Sevillában és Huelvában calentitos és masa frita, Jaénban tallos, Cádizban és Málagában tejeringos, Córdobában pedig jeringos. Sevilláról pedig azt tartják, hogy ott a churrosnak annyi változata van, ahány elnevezése.
- Argentínában a churrost dulce de lechével töltve, csokoládéba mártva fogyasztják, és főként utcai árusoknál és helyi kávézókban lehet kapni. A helyiek többféle változat közül válogathatnak, például édes, sós vagy töltött.
- Brazíliában is az utcai árusoktól lehet churrost venni, akik cukorba és fahéjba forgatják azt. A Spanyolországban kapható változatokhoz képest ezek vastagabbak és általában dulce de lechével vannak töltve (de ezen kívül meg lehet tölteni csokoládéval, sűrített tejjel, kókusszal, goiabadával – guávából készített lekvár – és még sok mással). A desszertet általában egy cső segítségével töltik meg.
- Chilében szintén az utcai árusoktól lehet churrost venni, viszont az árusító standok főként zsúfoltabb helyeken, cirkuszok és strandok közelében találhatóak. Az édességet általában dulce de lechével töltik, majd porcukorba forgatják. Viszont a legnagyobb kedvenc a frissen kisült, még meleg churros, amit útközben fogyaszt el az ember. Természetesen itt is fogyasztják forró csokoládéval is, de ezt a verziót itt churros españoles, azaz spanyol churros néven emlegetik.
- Kolumbiában általában cukorba forgatva, magában, még melegen fogyasztják. A desszert formája és mérete változhat, lehet vékonyabb, vastagabb, egyenes vagy köralakú. Néha meg is töltik valamivel, általában arequipével, ami gyakorlatilag megegyezik a dulce de lechével , vagy bocadillóval, ami a brazíl goibadához hasonló, guavából készült zseléféleség.
- Costa Ricán a churros tradicionális desszertnek számít. Általában vásárokon, fesztiválokon és helyi ünnepségeken árulják. Dél-Amerika többi országához hasonlóan itt is dulce de lechével töltik és cukorba forgatják, de készítenek sós, töltött vagy akár csokoládéba, karamellbe, cukrászkrémbe és más krémekbe mártott változatokat is. San José városában végtelen számú churrería található, ahol a desszert számos változata kapható.
- El Salvadorban főként a vásárokon és az ország védőszentjei tiszteletére rendezett ünnepségeken népszerű. A többi churros fajtától annyiban tér el az itt kapható, hogy általában vastagabb és szivacsosabb szerkezetű, kicsit a porrához hasonlít. Többnyire csak porcukorral párosítják.
- Az Amerikai Egyesült Államokban többnyire cirkuszokban, vidámparkokban és fesztiválokon lehet churrost kapni és a mexikói változat a leggyakoribb. A szupermarketekben gyakran lehet előre bekevert churros masszát venni, amit már csak meg kell sütni.
- Franciaországban is kapható ez az édesség, ahol a ,,chichis” nevet kapta.

- Mexikóban többnyire hagyományos, cukorba és fahéjba forgatott churrost szoktak készíteni, de néha meg is töltik csokoládéval, lekvárral, sűrített tejjel, vaníliával vagy a dulce de lechéhez hasonló cajetával. Churreríákban, pékségekben, de akár utcai árusoktól is vásárolható, akik gyakran fonott kosarakból árulják a churrost. Általában csokoládéval fogyasztják. Mexikóvárosban számos híres és tradicionális churrost árusító hely található, például az El Convento, a Churrería El Moro és a República de Uruguay. Az ország más városaiban, például Guadalajarában és Jaliscóban is vannak olyan churreríák, amelyek nagy múltra tekinthetnek vissza, és ahol csokoládéval vagy cajetával töltött churrost is lehet kapni.
- Panamában is nagyon kedvelt édességnek számít a churros és általában porcukorba forgatva, ,,manjar blancóval” (a dulce de leche egy világosabb fajtája), sűrített tejjel vagy csokoládéval töltve kapható.
- Paraguayban is nagyon kedvelt finomságnak számít és az ország szinte minden részén rendszeresen fogyasztják. Cukrászdákban, szupermarketekben és pékségekben árusítják. A fővárosban utcai árusoktól is lehet kapni, akik churros készítő gép segítségével helyben készítik el az édességet. Többnyire porcukorba forgatják ás általában a tradicionális dulce de Guayabával (guavából készített zselé) vagy dulce de lechével töltik.
- Peruban a churrost melegen, manjar blancóval töltve, porcukorba forgatva fogyasztják. Néha csokoládéval vagy más ízesítésű krémmel töltik. A töltetlen churrosok általában kisebbek és vastagabbak, és forró csokoládéval fogyasztják.

- Puerto Ricoban is gyakran lehet találkozni a churrost árusító kis piros büfékocsikkal. Főleg az emberektől nyüzsgő részeken, köztük a Viejo San Juan kerületben lehet ezeket az árusokat megtalálni. Általában a Spanyolországban készített churros receptjét követik.
- A Dominikai Köztársaságban főleg utcai árusoktól és pékségekben lehet churrost venni. Itt is porcukorba forgatják és többféle édes töltelék, mint például eperlekvár, csokoládé, citromkrém, dulce de leche vagy nutella közül lehet válogatni.
- Uruguayban a churrost gyakran töltik dulce de lechével, sajttal vagy cukrászkrémmel és porcukorba forgatják. Az ország néhány részén utcai árusoktól is lehet kapni, akik a vásárlóknak helyben készítik el az édességet. A téli hónapokban főleg forró csokoládét fogyasztanak mellé.

- Venezuelában nem meglepő, ha kifejezetten a churros árusítására specializálódott gyorsétteremmel találkozunk. Általában cukorba és fahéjba forgatva, arequipével (karamellkrém) vagy csokoládéval tálalják. A töltött változatok is kaphatóak. Természetesen Venezuelában is találkozhatunk utcai churros árusokkal, akik egyszerűen cukorba forgatják az édességet és papírzacskóba téve árulják.

## Elkészítése
A churrót leggyakrabban reggeliként vagy uzsonnaként szokták enni. Fogyasztása a téli hónapokban gyakoribb, nyáron nem olyan népszerű. Sokszor forró italokkal (forró csokoládéval, tejeskávéval) szokták felszolgálni, de néhol ánizsba is mártogatják. A churrót árusító üzletekben melegen és magában szokták tálalni vagy különböző minőségű porcukorral szórják meg.
Hozzávalók:
- 1 evőkanál olívaolaj
- 1/4 teáskanál só
- 2 csésze liszt
- étolaj
- 2 pohár víz
- cukor (a mártogatáshoz)

Speciális eszközként szükségünk lehet egy kb. 1 cm átmérőjű, bordázott churrokészítő eszközre, esetleg habnyomóra.
Az elkészítés menete:
1. A vizet, az olívaolajat és a sót felforraljuk.
2. Beleöntjük az összes lisztet, és forralás közben összekeverjük, míg egy labdácska nem keletkezik.
3. Megvárjuk, hogy kihűljön egy kicsit, majd a churrokészítővel vagy a habnyomóval 8-10 centiméteres, bordázott csíkokat nyomunk a tésztából. A bordázás azért fontos, hogy egyenletesen süljön át a tészta.
4. Az étolajban kisütjük a csíkokat. A csíkokat csak addig kell az olajban tartani, amíg éppen meg nem színeződnek.
5. Lecsepegtetés után cukorba mártogatva fogyasztható.

## Fordítás
Ez a szócikk részben vagy egészben  a   Churro című spanyol Wikipédia-szócikk ezen változatának fordításán alapul.  Az eredeti cikk szerkesztőit annak laptörténete sorolja fel. Ez a jelzés csupán a megfogalmazás eredetét és a szerzői jogokat jelzi, nem szolgál a cikkben szereplő információk forrásmegjelöléseként.